# San José Casas Viejas
San José Casas Viejas är en ort i Mexiko.   Den ligger i kommunen La Unión de Isidoro Montes de Oca och delstaten Guerrero, i den södra delen av landet, 300 km sydväst om huvudstaden Mexico City. San José Casas Viejas ligger 524 meter över havet och antalet invånare är 162.
Terrängen runt San José Casas Viejas är huvudsakligen kuperad, men söderut är den bergig. Runt San José Casas Viejas är det ganska tätbefolkat, med 78 invånare per kvadratkilometer. Närmaste större samhälle är Nueva Cuadrilla, 8,5 km norr om San José Casas Viejas. I omgivningarna runt San José Casas Viejas växer huvudsakligen savannskog.